# Rapport Franck

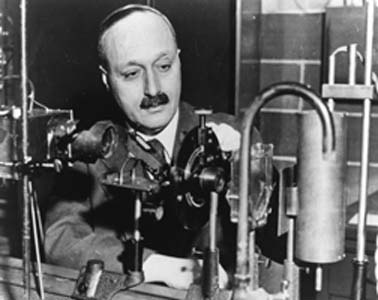
James Franck.

Le rapport Franck de juin 1945 est signé par d'importants physiciens nucléaires pour recommander que les États-Unis ne se servent pas de la bombe atomique comme arme pour précipiter la reddition du Japon.

## Histoire
Le rapport porte le nom de James Franck, le chef de la commission qui l'a produit. Le comité est nommé par Arthur Compton et se réunit en secret en sessions nocturnes dans un environnement hautement sécurisé. En grande partie rédigé par Eugene Rabinowitch (en), le rapport évoque l'impossibilité de garder les découvertes atomiques des États-unis indéfiniment secrètes. Il prédit une course aux armements nucléaires, forçant les États-Unis à développer les armes nucléaires à un rythme tel qu'aucun autre pays ne songerait à attaquer d'abord par crainte de représailles écrasantes. De fait, c'est ce qui s'est produit. Le rapport recommande que la bombe nucléaire ne soit pas utilisée et propose qu'une démonstration de la « nouvelle arme » soit faite en présence des représentants de toutes les Nations unies, sur une île inhabitée ou dans le désert, ou d'essayer de garder l'existence de la bombe nucléaire secrète aussi longtemps que possible.
Dans le premier cas, la communauté internationale serait avertie des dangers et encouragée à développer un contrôle international efficace sur ces armes. Dans le dernier cas, les États-Unis gagneraient plusieurs années pour développer leur armement nucléaire avant que d'autres pays puissent lancer leur propre production. Le rapport Franck est signé par James Franck (président), Donald J. Hughes (en), J. J. Nickson (en), Eugene Rabinowitch (en), Glenn T. Seaborg, J. C. Stearns et Leó Szilárd.

« Par un hasard de l'histoire, nous avons été parmi un très petit nombre qui étaient au courant d'un nouveau péril mettant le monde en danger, et nous nous sommes sentis obligés d'exprimer notre point de vue. »

— Glenn T. Seaborg 
Franck emporte le rapport à Washington le 12 juin où le comité intérimaire, nommé par le Président pour le conseiller sur l'utilisation de la bombe atomique, se réunit le 21 juin pour réexaminer ses conclusions antérieures. Cependant, ce comité réaffirme qu'il n'y a pas d'alternative à l'utilisation de la bombe et les 6 et 9 août, les Américains procèdent aux bombardements atomiques de Hiroshima et Nagasaki.
Le rapport est déclassifié et rendu public au début de 1946, mais les responsables du projet Manhattan requièrent la censure de certains passages.

## Source de la traduction
- (en) Cet article est partiellement ou en totalité issu de l’article de Wikipédia en anglais intitulé « Franck Report » (voir la liste des auteurs).